# MacPorts
MacPorts — система для установки программного обеспечения, распространяемого в исходных кодах, для операционной системы macOS. MacPorts включает в себя как приложения с командным интерфейсом, так и программы с графическим интерфейсом пользователя (X11 или Aqua). MacPorts распространяется под лицензией BSD и имеет командный интерфейс пользователя. В настоящий момент система насчитывает более 13000 портов программного обеспечения. Для успешного использования MacPorts в операционной системе должны быть установлены X11 и Xcode. При установке программного обеспечения MacPorts автоматически находит и устанавливает дополнительное программное обеспечение от которого зависит текущая установка.

## Примеры использования
Вывести список доступных портов:
```
$ port list
```

Поиск необходимой программы:
```
$ port search nano
nano @2.7.1 (editors)
    Nano's ANOther editor - enhanced free Pico Clone
```

Можно посмотреть описание порта:
```
$ port info nano
nano @2.7.1 (editors)
Variants:             universal

Description:          GNU nano is a small and friendly text editor. Besides
                      basic text editing, nano offers many extra features like
                      an interactive search and replace, goto line number,
                      auto-indentation, feature toggles, internationalization
                      support, and filename tab completion.
Homepage:             https://www.nano-editor.org

Library Dependencies: gettext, libiconv, libmagic, ncurses, zlib
Platforms:            darwin, freebsd
License:              GPL-3
Maintainers:          Email: lists@eitanadler.com
                      Policy: openmaintainer
```

Компиляция и установка программы:
```
$ sudo port install nano
```

Обновление дерева портов:
```
$ sudo port selfupdate
```

Посмотреть, для каких пакетов есть обновления (предварительно нужно сделать selfupdate):
```
$ sudo port selfupdate
```

```
$ sudo port outdated
```

Обновление конкретного порта:
```
$ sudo port upgrade nano
```

Эта команда не удаляет старый порт из списка, для удаления старой версии при установке нужно использовать ключ “-u”:
```
$ sudo port -u upgrade nano
```

При установке остаются исходные тексты, скомпилированные файлы и прочее. Их можно удалить:
```
$ sudo port clean --all nano
```

Обновление установленного программного обеспечения до актуальных версий с удалением предыдущих версий (неактивных портов) и очисткой:
```
$ sudo port -u -c upgrade outdated
```

Вывести список зависимостей порта:
```
$ port deps nano
Full Name: nano @2.7.1_0
Library Dependencies: gettext, libiconv, libmagic, ncurses, zlib
```

Вывести рекурсивный список всех портов, которые требуются для построения и выполнения порта:
```
$ port rdeps nano
The following ports are dependencies of nano @2.7.1_0:
  gettext
    expat
    libiconv
      gperf
    ncurses
  libmagic
    autoconf
      xz
    automake
    libtool
    zlib
```

Вывести содержимое установленного порта:
```
$ port contents nano
```

Вывести список всех установленных портов:
```
$ port installed
```

Вывести список портов, которые зависят от erlang:
```
$ port dependents erlang
```

Удалить уже установленный порт nano:
```
$ sudo port uninstall nano
```

Удалить все неактивные порты:
```
$ sudo port -u uninstall
```